# Tiziano Tagliani
Tiziano Tagliani (Ferrara, 10 marzo 1959) è un politico italiano, sindaco di Ferrara dal 2009 al 2019 e presidente della Provincia di Ferrara dal 2014 al 2018.

## Biografia
Si laurea cum laude in Giurisprudenza all'Università di Ferrara. Vive e svolge la professione di avvocato iscritto all'albo dei patrocinatori in Corte di Cassazione a Ferrara.
È sposato ed ha 3 figli.
Ha partecipato a diverse associazioni ferraresi e in seguito ha deciso di entrare in politica, dopo essere stato vicepresidente del settore Giovani dell'Azione Cattolica, consigliere di amministrazione della Opera Pia Canonici Mattei e del direttivo del C.S.V. di Ferrara.

### Carriera politica

#### Primi anni
Dapprima diventa consigliere comunale fra le file dell'opposizione come indipendente nelle liste della Democrazia Cristiana dal 1990 al 1999 ricoprendo anche, dal 1995 al 1997, la carica di presidente del consiglio comunale; poi vicesindaco, dal 1999 al 2005 e consigliere della Regione Emilia-Romagna dal 2005. Nel 2009 ha lasciato l'incarico di coordinatore dell'esecutivo del Partito Democratico dell'Emilia-Romagna e di presidente del Forum Sanità provinciale del partito.

#### Sindaco di Ferrara
Dal 2009 è sindaco di Ferrara, sostenuto da PD, IdV, Laici-Riformisti e Sinistra Aperta, dopo aver sconfitto al ballottaggio con il 56,8% Giorgio Dragotto, appoggiato da PdL, Lega Nord, UDC e Socialisti ferraresi.
Il 12 luglio 2013, su pressione del sindaco Tagliani, Roberto Benasciutti trova l'accordo con la famiglia Colombarini per la fusione tra le squadre calcistiche della SPAL e Giacomense: pertanto il club di Masi San Giacomo rileva e adotta il marchio storico della S.P.A.L. e trasferisce il proprio terreno casalingo allo Stadio Paolo Mazza, trasformandosi de facto nella società acquisita. A suggellare tale transazione, il club assume la nuova denominazione S.P.A.L. 2013, ai sensi dell'articolo 20 delle Norme Organizzative Interne della FIGC. La società ferrarese viene ufficialmente inserita in Lega Pro Seconda Divisione per l'annata 2013-2014. Questa fusione porterà benefici immediati, tanto che l'anno successivo la squadra verra promossa in Serie B, e addirittura al termine della stagione 2016–17 la nuova società verrà promossa in Serie A da trionfatrice del campionato di Serie B di quell'anno.
Nel 2014 viene riconfermato sindaco al primo turno con il 55,5% a guida di una coalizione composta da PD, SEL, Centro democratico e lista civica Ferrara concreta, distanziando il candidato di Forza Italia, Fratelli d'Italia e Lega Nord Vittorio Anselmi che si ferma al 17,7%.
L'amministrazione Tagliani ha promosso una serie di ordinanze per combattere il degrado urbano e tutelare la pulizia e il decoro cittadino del comune di Ferrara.

#### Altri incarichi
Ha presieduto fino al 2014 il Consiglio locale ATERSIR (Agenzia Territoriale dell'Emilia Romagna per i Servizi Idrici e Rifiuti) della Provincia di Ferrara, divenendo successivamente componente del Consiglio d'Ambito regionale ed eletto dai sindaci nel Consiglio di amministrazione del Consorzio di Bonifica Pianura di Ferrara, incarichi tutti gratuiti connessi alla qualifica di amministratore.

#### Presidente della Provincia di Ferrara
Il 29 settembre 2014 viene eletto Presidente della Provincia di Ferrara a capo della lista "Provincia Insieme" con le nuove elezioni indirette volute dalla riforma Delrio per l'ente di secondo livello.
Dopo l'elezione a Presidente della Provincia nel 2014, è divenuto membro del comitato esecutivo dell'Ente Parco del Delta del Po, avendo precedentemente rassegnato le dimissioni dalla carica di consigliere di amministrazione del Consorzio di Bonifica.